# Message to Love
Message to Love foi um festival musical ocorrido na Ilha de Wight, em 1970. O evento, que reuniu aproximadamente 500.00 pessoas é uma espécie de versão britânica do conhecido Woodstock.
Entre os artistas presentes, estavam: Jimi Hendrix, Emerson, Lake & Palmer, The Who, Ten Years After, The Doors, Moody Blues, Free, Jethro Tull, Taste, Family, Kris Kristofferson, Joan Baez, John Sebastian, Tiny Tim, Leonardo Cohen, Joni Mitchell, Miles Davis e Donovan.
O lançamento em DVD ocorreu em 1995.